# 錢澍 (嘉靖進士)
錢澍（1490年—？），字天澤，號桃村，萬全都司興和所軍籍，直隸遷安縣人，明朝政治人物。

## 生平
正德十四年（1519年）己卯科順天府鄉試第七十九名舉人。嘉靖八年（1529年）中式己丑科會試第二百八十二名，登第三甲第九十八名進士。授丘县知县，卒。

## 家族
曾祖錢郁；祖父錢德；父錢璧，母吳氏。